# Pierrefitte (Vosges)
Pierrefitte ([pjɛʁˈfit] ) ist eine französische Gemeinde mit 126 Einwohnern (Stand: 1. Januar 2022) im Département Vosges in der Region Grand Est (bis 2015 Lothringen). Sie gehört zum Arrondissement Neufchâteau (bis 2024 Épinal) und ist Mitglied im Gemeindeverband Communauté de communes de Mirecourt Dompaire. Die Bewohner werden Pétrafictains und Pétrafictainnes genannt.

## Geografie
Die Gemeinde liegt im Süden Lothringens, zwischen Épinal und Vittel.

## Bevölkerungsentwicklung
| Jahr      | 1793 | 1896 | 1954 | 1982 | 1990 | 1999 | 2006 | 2019 |
| Einwohner | 310  | 267  | 145  | 92   | 82   | 83   | 92   | 118  |

## Sehenswürdigkeiten
- Kirche Sainte-Madeleine (Heiligenskulpturen als Monuments historiques klassifiziert)
- zwei Lavoirs (ehemalige Waschhäuser)
- Wasserturm

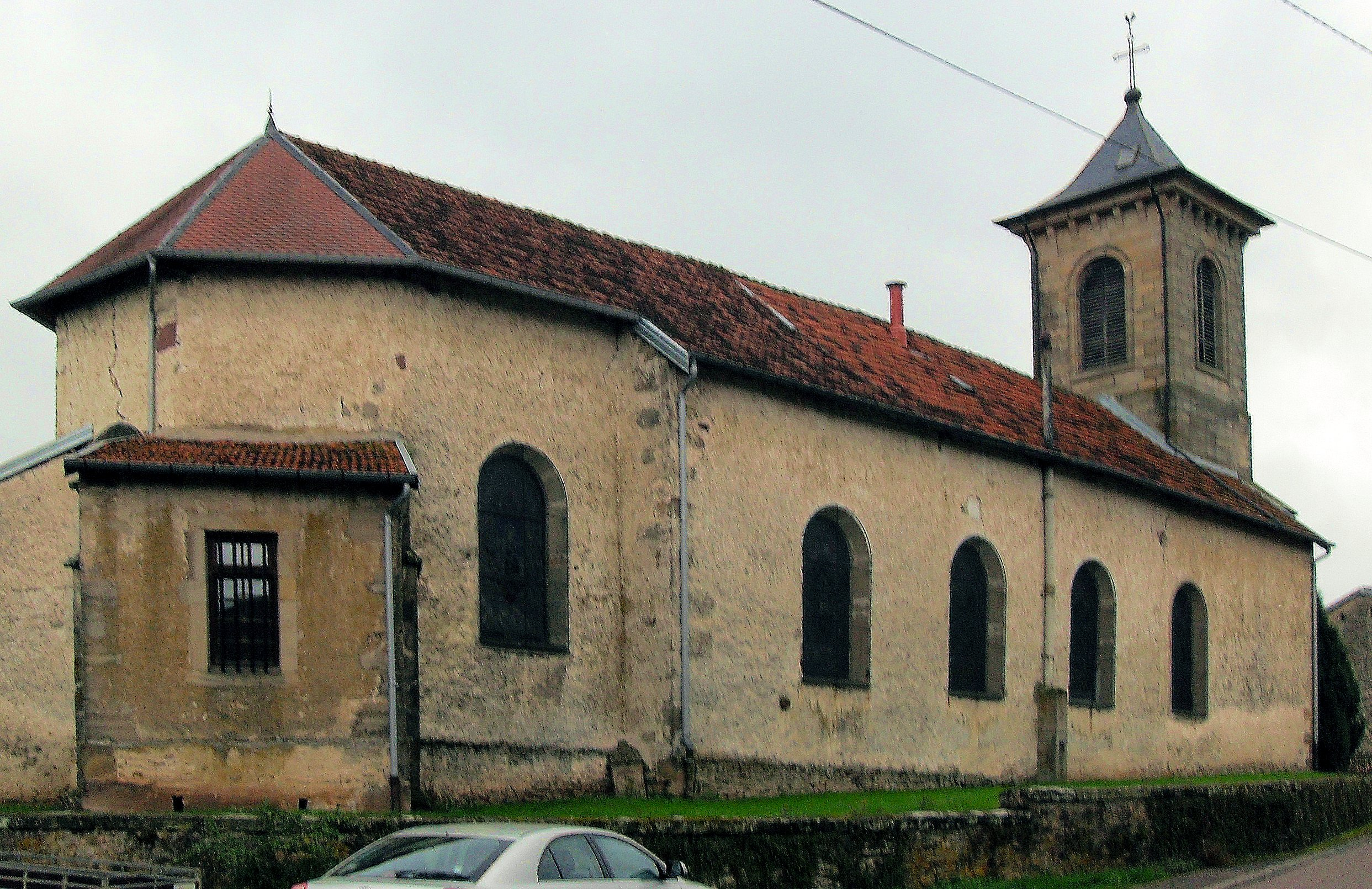
Kirche Sainte-Madeleine
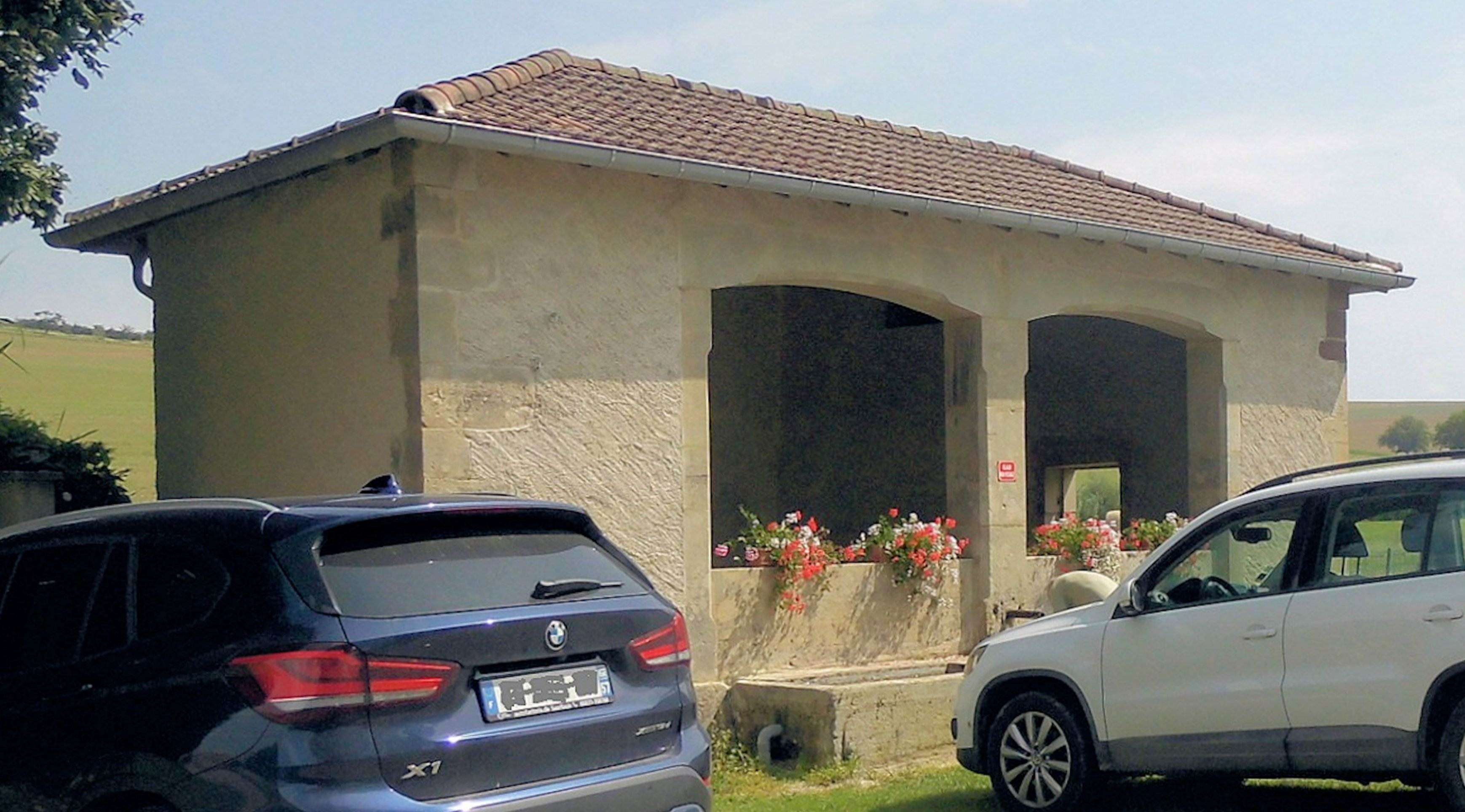
Lavoir
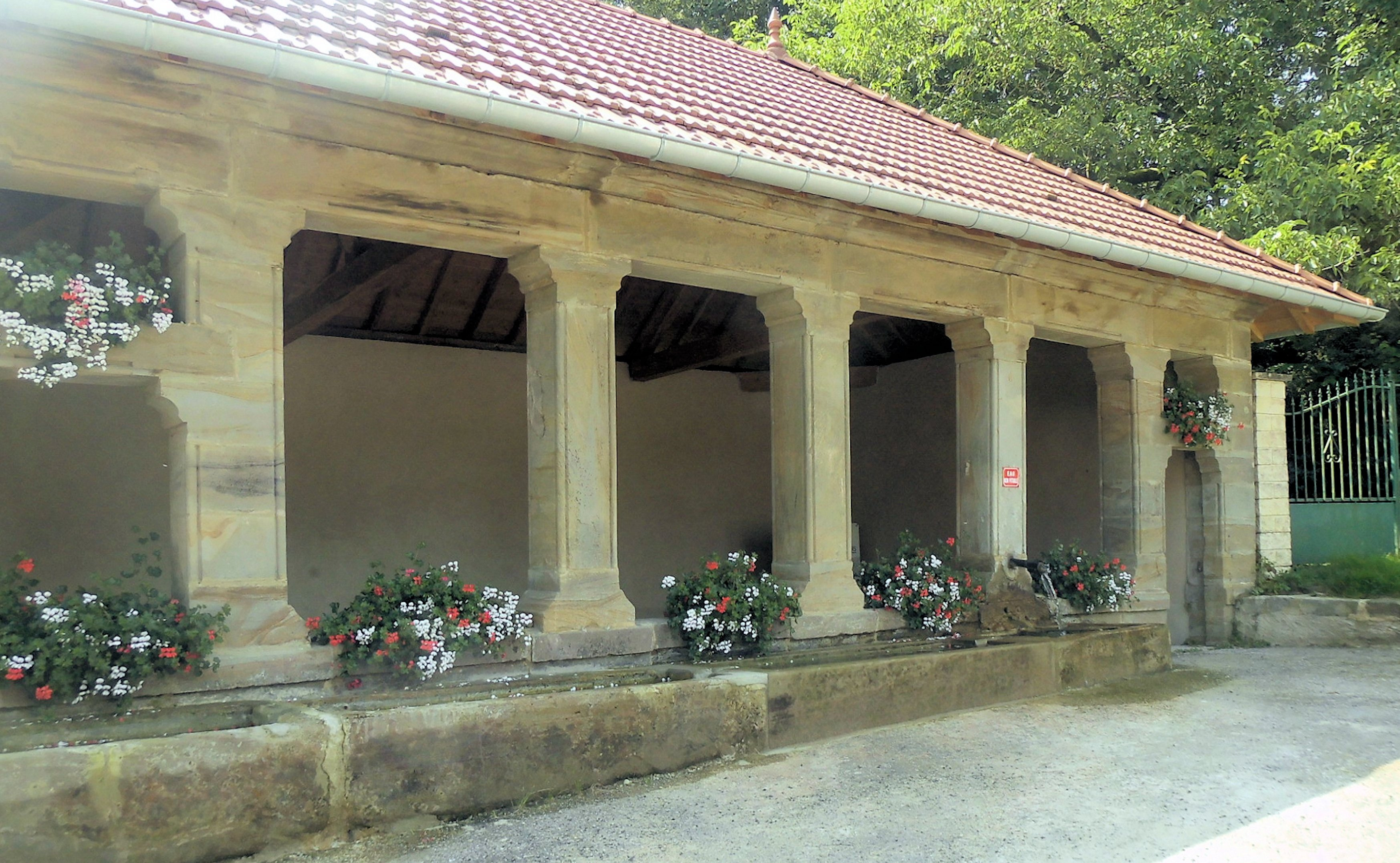
Lavoir
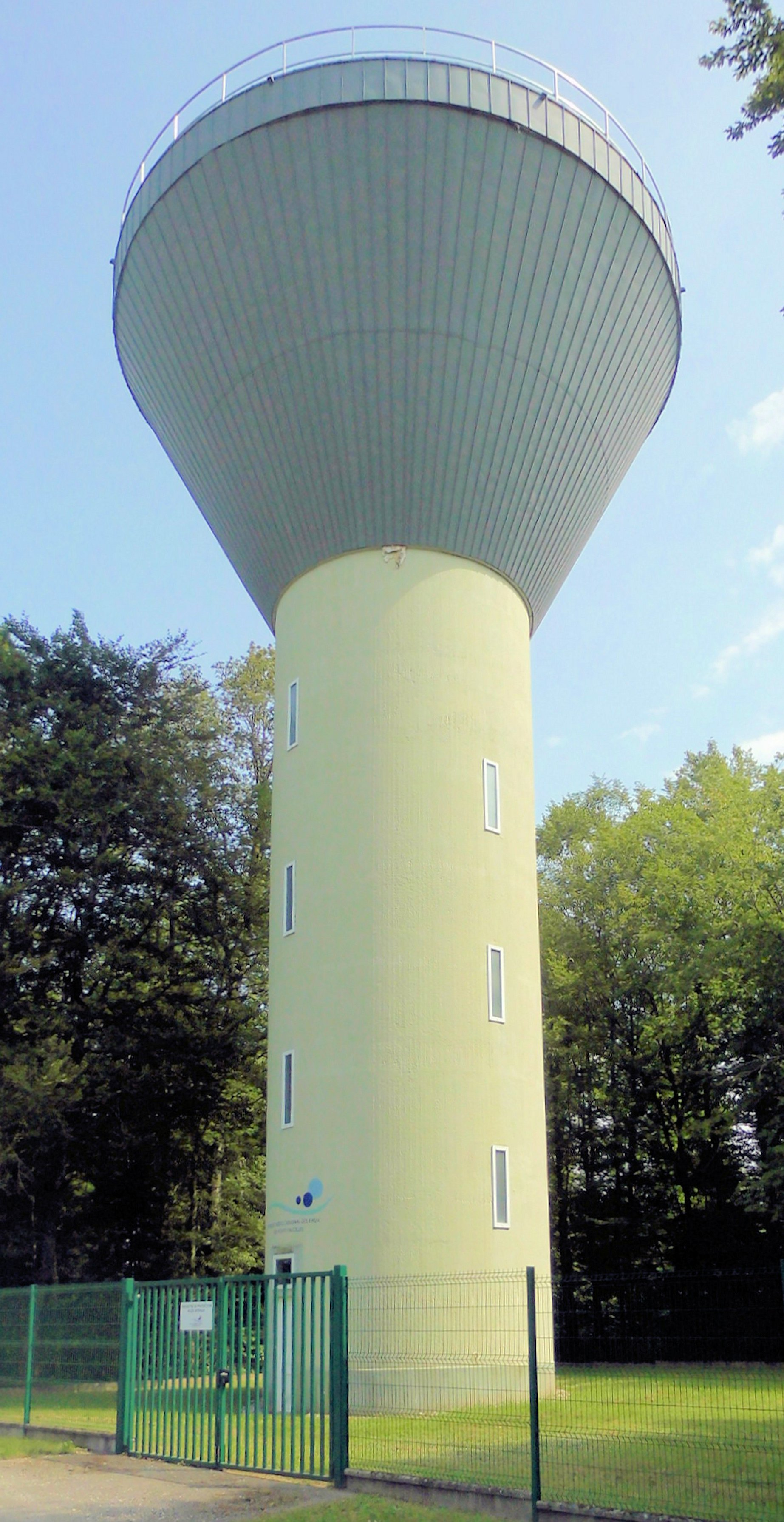
Wasserturm